# New Richland
New Richland és una població dels Estats Units a l'estat de Minnesota. Segons el cens del 2000 tenia 1.197 habitants.

## Demografia
Segons el cens del 2000, New Richland tenia 1.197 habitants, 483 habitatges, i 308 famílies. La densitat de població era de 770,3 habitants per km².
Dels 483 habitatges en un 28,8% hi vivien nens de menys de 18 anys, en un 50,9% hi vivien parelles casades, en un 9,1% dones solteres, i en un 36,2% no eren unitats familiars. En el 33,1% dels habitatges hi vivien persones soles el 20,5% de les quals corresponia a persones de 65 anys o més que vivien soles. El nombre mitjà de persones vivint en cada habitatge era de 2,34 i el nombre mitjà de persones que vivien en cada família era de 3,01.
Per edats la població es repartia de la següent manera: un 24,6% tenia menys de 18 anys, un 5,8% entre 18 i 24, un 25% entre 25 i 44, un 18,8% de 45 a 60 i un 25,7% 65 anys o més.
L'edat mediana era de 42 anys. Per cada 100 dones de 18 o més anys hi havia 79 homes.
La renda mediana per habitatge era de 36.406 $ i la renda mediana per família de 46.339 $. Els homes tenien una renda mediana de 31.081 $ mentre que les dones 22.500 $. La renda per capita de la població era de 18.106 $. Entorn del 2,3% de les famílies i el 4,7% de la població estaven per davall del llindar de pobresa.

## Poblacions més properes
El següent diagrama mostra les poblacions més properes.